# Vilhelmine af Hessen-Darmstadt
Vilhelmine af Hessen-Darmstadt (tysk: Wilhelmine Luise), i Rusland kaldet Natalja Aleksejevna (russisk: Наталья Алексеевна; tr. Natalja Aleksejevna), (født 25. juni 1755 i Prenzlau i Brandenburg, død 15. april 1776 i Sankt Petersborg i Rusland) var en tysk prinsesse af Hessen-Darmstadt, der blev gift med Storfyrsttronfølger Paul Petrovitj af Rusland (den senere Paul 1. af Rusland) i 1773. Hun døde allerede som 20-årig i 1776 og blev derfor aldrig kejserinde af Rusland. Hendes forældre var landgreve Ludvig 9. af Hessen-Darmstadt og Henriette Karoline af Pfalz-Zweibrücken. Hendes mand giftede sig efter hendes død med Sophie Dorothea af Württemberg.

## Eksterne links
- Wikimedia Commons har flere filer relateret til Vilhelmine af Hessen-Darmstadt